# Gond-Pontouvre
Gond-Pontouvre település Franciaországban, Charente megyében. Lakosainak száma 5884 fő (2022. január 1.). Gond-Pontouvre Angoulême, Balzac, Champniers, L’Isle-d’Espagnac, Ruelle-sur-Touvre és Saint-Yrieix-sur-Charente községekkel határos.

## Népesség
A település népessége az elmúlt években az alábbi módon változott:
| Lakosok száma | 5426 | 6286 | 6019 | 5821 | 5883 | 5951 | 6010 | 6119 | 6017 | 5884 |
|               | 1968 | 1982 | 1990 | 2006 | 2013 | 2015 | 2017 | 2019 | 2020 | 2022 |